# ʿAbd al-Qāhir al-Baghdādī
Abū Manṣūr ʿAbd al-Qāhir ibn Ṭāhir ibn Muḥammad ibn ʿAbd Allāh al-Tamīmī al-Shāfʿī al-Baghdādī (in arabo أبو منصور عبدالقاهر ابن طاهر بن محمد بن عبدالله التميمي الشافعي البغدادي‎?) (Baghdad, 980 circa – 1037) è stato un matematico arabo.
Matematico ed eresiologo, conosciuto per il suo trattato al-Takmīla fī l-ḥisāb, che contiene i risultati della teoria dei numeri, oltre a commenti sulle opere di al-Khwārizmī attualmente perdute e per il suo libro al-Farq bayn al-Firaq (Scismi e sette mussulmane) in cui esamina 72 sette dal punto di vista dell'ortodossia sunnita.

## Opere
- Uṣūl al-Dīn
- al-Farq bayna l-firaq
- al-Takmīla fī l-ḥisāb
- Kitāb fī l-Misah (opera minore sulle distanze, le aree e i volumi)